# シコルスキー S-2
S-2
試験を行うS-2
- 用途：プロトタイプ
- 設計者：イーゴリ・シコルスキー
- 製造者：イーゴリ・シコルスキー
- 初飛行：1910年6月3日
- 生産数：1機

シコルスキー S-2は、イゴーリ・シコルスキーがロシア帝国で開発した固定翼機である。

## 開発と設計
S-2はシコルスキーが開発した初の複葉機であるS-1に続き、同年6月に開発された2番目の機体である。S-1は1910年5月上旬に初の離陸試験を行っていたものの、試験が事実上失敗に終わったことから解体されており、S-2は解体されたS-1の主翼を流用して製作された。
S-2の開発に当たっては使用するエンジンや尾翼の形状などに改良が施された。エンジンはS-1と同じくアンザーニ製であるが、より高出力なものが採用され、プロペラのレイアウトも推進式から牽引式に変更された。
1910年6月3日に実施された一度目の飛行試験では地上1.5m程の高さを12秒間で約200m飛行し、7月30日の試験でも600mの距離を42秒間飛行するなど、ある程度飛行には成功していたが、その後の試験で地上約21mを旋回飛行中に失速し墜落した。この際、機体は完全に破損している。

## 要目
- 乗員：1名
- 全長：8 m
- 翼幅：8 m
- 翼面積：24 m²
- 空虚重量：190 kg
- 全備重量：260 kg
- エンジン：1 × アンザーニ製W型3気筒エンジン、19 kW (25 hp)